# Kelly Kelly
Barbara Blank-Coba, meglio conosciuta con il ring name Kelly Kelly (Jacksonville, 15 gennaio 1987), è un'attrice, modella, ex wrestler e annunciatrice statunitense, nota per i suoi trascorsi nella World Wrestling Entertainment tra il 2006 e il 2013.
In carriera ha vinto una volta il Divas Championship ed una volta il 24/7 Championship.

## Biografia
Barbara Blank è nata nella città di Jacksonville (Florida) da padre ebreo e madre cristiana; fin da piccola era un fan di wrestling e il suo wrestler preferito era Steve Austin. Durante l'adolescenza praticò ginnastica artistica per dieci anni, ma fu costretta a smettere a causa di un infortunio.
Nell'aprile del 2007 ha partecipato al video musicale di Throw It On Me di Timbaland insieme alle colleghe Ashley Massaro, Maryse Ouellet e Torrie Wilson.

## Carriera

### Ohio Valley Wrestling (2005–2006)
Barbara Blank iniziò la sua carriera come modella fin da giovane, all'età di diciotto anni, ottenendo una certa notorietà con Hawaiian Tropics e Venus Swimwear. A portarla nella World Wrestling Entertainment (WWE) fu John Laurinaitis, all'epoca direttore del territorio di sviluppo della Ohio Valley Wrestling (OVW).

### Esordi inECW(2006–2008)

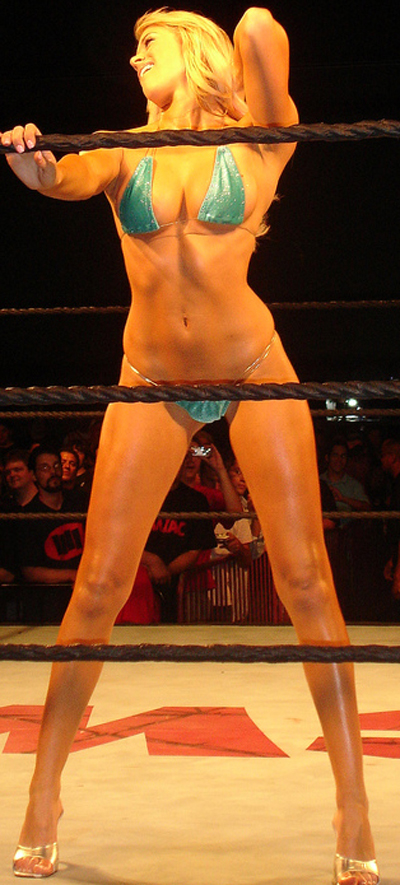
Kelly Kelly in ECW nel giugno del 2006

Nell'estate del 2006 Barbara Blank venne inserita nel nuovo roster della ECW, debuttando il 13 giugno con il ring name Kelly Kelly in un siparietto in cui eseguiva un finto spogliarello. Nella puntata del 22 agosto fece il suo esordio sul ring durante un match a squadre con Mike Knox e Test, perdendo contro Torrie Wilson, Sandman e Tommy Dreamer. La ECW ripropose il segmento anche nelle settimane successive, fino a quando venne interrotto da Mike Knox, fidanzato della ragazza (kayfabe). Il rapporto fra i due si fece tormentato e Kelly Kelly iniziò a parlare sempre più spesso con CM Punk, dicendogli di essere una sua grande fan. Questo portò ad un feud tra Knox e Punk, vinto da quest'ultimo. Mike Knox si vendicò di Kelly Kelly il 3 dicembre, al pay-per-view December to Dismember, quando la abbandonò nelle grinfie di Kevin Thorn e Ariel in un Mixed Tag Team Match. Nella puntata di ECW del 5 dicembre, Kelly fu sconfitta da Ariel. Nel 2007 la ragazza continuò ad apparire nelle puntate di ECW on Sci-Fi e con l'arrivo di Brooke Adams e Layla formò il gruppo dell'Extreme Exposé, che settimanalmente si esibiva sul ring con dei balletti. Nella puntata di Raw del 28 maggio, Kelly prese parte ad una Memorial Day Beach Blast Bikini Battle Royal, ma fu eliminata e vinta da Michelle McCool. Il 20 agosto, a SummerSlam, Kelly prese parte ad una Battle Royal per decretare la prima contendente al Women's Championship detenuto da Candice Michelle, ma fu eliminata e vinta da Beth Phoenix. Nella puntata di Raw del 29 ottobre, Kelly vinse una Halloween Divas Battle Royal, ma a fine match fu brutalmente attaccata dalla Women's Champion Beth Phoenix. Nella puntata di Raw del 5 novembre, Kelly fu sconfitta da Beth Phoenix in un match non titolato. Dopo il licenziamento di Brooke Adams, il gruppo si sciolse e Kelly Kelly iniziò un feud contro Layla. Nella puntata di ECW del 6 novembre, Kelly fu sconfitta da Layla. Nella puntata di Raw del 12 novembre Kelly, Michelle McCool e Mickie James sconfissero Jillian Hall, Layla e Melina. Nella puntata di ECW del 13 novembre, Kelly e Michelle McCool sconfissero Layla e Melina. Il 18 novembre alle Survivor Series Kelly, Maria, Michelle McCool, Mickie James e Torrie Wilson sconfissero Beth Phoenix, Jillian, Layla, Melina e Victoria. Nella puntata di ECW del 27 novembre, Kelly sconfisse Layla. Nella puntata di ECW del 6 dicembre, Kelly e Balls Mahoney hanno sconfitto Layla e Kenny Dykstra in un Mixed Tag Team Match. Nella puntata speciale di Raw del 24 dicembre dedicata al Tribute To The Troops, Kelly combatte un match con Layla contro Maria e Mickie James, ma il match viene interrotto da Mr. McMahon. Nella puntata di ECW dell'11 dicembre, Kelly fu sconfitta da Layla e Victoria in un 2-on-1 Handicap match. Nella puntata di SmackDown del 14 dicembre, Kelly e Michelle McCool furono sconfitte da Layla e Victoria. Nella puntata di Raw del 17 dicembre, Kelly vinse un Diva's Santa's Little Helper's Match in coppia con Maria, Mickie James e Michelle McCool contro Melina, Jillian, Layla e Victoria. Nella puntata di ECW del 1º gennaio 2008 Kelly, Jimmy Wang Yang e Shannon Moore sconfissero Layla, John Morrison e The Miz in un Mixed Tag Team Match. Nella puntata di ECW del 29 gennaio, Kelly fu sconfitta da Victoria. Nella puntata di Raw del 4 febbraio, Kelly e Mickie James sconfissero Beth Phoenix e Victoria. Nella puntata di ECW del 5 febbraio, Kelly e Michelle McCool furono sconfitte da Layla e Victoria. Nella puntata di ECW del 12 febbraio, Kelly sconfisse Layla. Nella puntata di ECW del 26 febbraio, Kelly e Kofi Kingston sconfissero Layla e Santino Marella in un Mixed Tag Team Match. Nella puntata di ECW del 25 marzo, Kelly e Stevie Richards furono sconfitti da Layla e Mike Knox in un Mixed Tag Team Match. Nella puntata di ECW del 22 aprile, Kelly e Tommy Dreamer sconfissero Layla e Mike Knox in un Mixed Tag Team Match. Il 27 aprile, a Backlash, Kelly perse un 6 contro 6 Divas Match in coppia con Ashley, Cherry, Maria, Michelle McCool e Mickie James contro Beth Phoenix, Jillian, Melina, Layla, Natalya e Victoria, ma il rematch svolto nella puntata di Raw del 28 aprile venne vinto dal team face. Nella puntata di SmackDown del 9 maggio, Kelly fu sconfitta da Natalya. Nella puntata di ECW del 13 maggio Kelly, Cherry e Michelle McCool sconfissero Layla, Natalya e Victoria. Nella puntata di ECW del 20 maggio, Kelly e Colin Delaney sconfissero Layla e Mike Knox in un Mixed Tag Team Match. Nella puntata di SmackDown del 6 giugno, Kelly prese parte ad un Golden Dream match per determinare la prima contendente al vacante Divas Championship, nuovo titolo femminile, ma è stato vinto da Natalya. Nella puntata di ECW del 10 giugno, Kelly fu sconfitta da Victoria per count-out. Nella puntata di SmackDown del 27 giugno Kelly, Cherry e Michelle McCool furono sconfitte da Maryse, Natalya e Victoria. Nella puntata di SmackDown del 4 luglio, Kelly prese parte ad un Star on a Pole match per determinare la seconda contendente al vacante Divas Championship, ma è stato vinto da Michelle McCool.

### Varie faide (2008–2009)

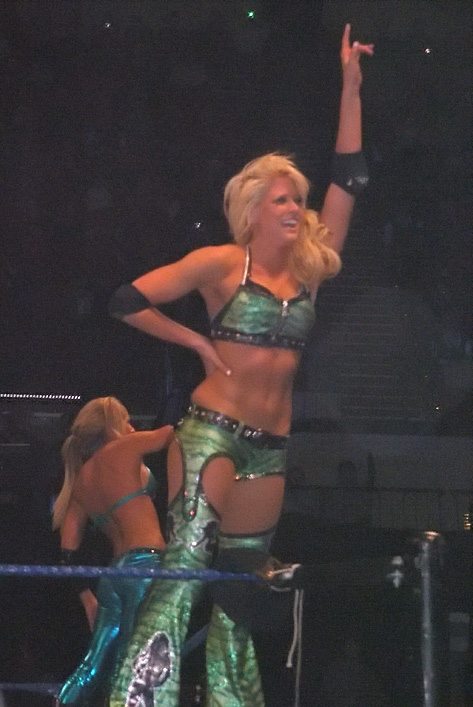
Kelly Kelly nel giugno del 2008

Nel corso della draft-lottery, svoltasi il 23 giugno 2008, Kelly Kelly venne trasferita nel roster di Raw. Il debutto nello show rosso avvenne il 7 luglio, in un Tag Team match vinto in coppia con Mickie James contro Jillian Hall e Layla. Nella puntata di Raw del 21 luglio, Kelly è stata sconfitta da Beth Phoenix. Nella puntata di Raw del 28 luglio, Kelly e D'Lo Brown sono stati sconfitti da Beth Phoenix e Santino Marella in un Mixed Tag Team Match. Nella puntata di Raw dell'11 agosto, Kelly è stata sconfitta nuovamente da Beth Phoenix. Nella puntata di Raw del 18 agosto, Kelly e Mickie James hanno sconfitto Jillian Hall e Katie Lea. Nella puntata di Raw del 25 agosto, Kelly ha sconfitto Beth Phoenix. Nella puntata di Raw del 31 agosto Kelly, Candice Michelle e Mickie James hanno sconfitto Beth Phoenix, Jillian Hall e Katie Lea. Nella puntata di Raw del 22 settembre, Kelly ha sconfitto Beth Phoenix. Nella puntata di Raw del 29 settembre, Kelly e Candice Michelle sono state sconfitte da Beth Phoenix e Jillian Hall. Nella puntata di Raw del 6 ottobre, Kelly ha sconfitto Jillian Hall. Nella puntata di Raw del 13 ottobre, Kelly e i Cryme Tyme (JTG e Shad Gaspard) hanno sconfitto Jillian Hall, John Morrison e The Miz in un Mixed Tag Team Match. Nella puntata di Raw del 20 ottobre, Kelly e Candice Michelle hanno sconfitto Jillian Hall e Katie Lea. Nella puntata di Raw del 27 ottobre Kelly, Candice Michelle e Mickie James hanno sconfitto Jillian Hall, Katie Lea e Layla. Nella puntata di Raw del 3 novembre Kelly, Brie Bella, Candice Michelle, Eve Torres, Mae Young, Michelle McCool, Mickie James e Tiffany sono state sconfitte da Beth Phoenix, Jillian Hall, Katie Lea, Layla, Lena Yada, Maryse, Natalya e Victoria. Nella puntata di Raw del 17 novembre, Kelly ha sconfitto Victoria. Il 23 novembre, alle Survivor Series, Kelly prende parte al 5-on-5 Survivor Series tag team elimination match nel Team Raw (Kelly, Beth Phoenix, Candice Michelle, Jillian Hall e Mickie James) contro il Team SmackDown (Maria, Maryse, Michelle McCool, Natalya e Victoria), dove elimina Victoria, ma viene poi eliminata da Maryse; alla fine, il Team Raw conquista la vittoria. Il 14 dicembre, ad Armageddon, Kelly Kelly ottenne un altro successo insieme a Maria, Michelle McCool e Mickie James contro Jillian Hall, Maryse, Natalya e Victoria. In seguito, Kelly viene coinvolta in una storyline con Kane, che dichiara più volte di volere una relazione con la ragazza, rifiutando e dicendo che nella sua vita c'è un altro uomo, ovvero The Miz, che era però ignaro di tutto e viene attaccato da Kane. Nella puntata di Raw del 15 dicembre, Kelly vince un Tag Team match in coppia con Melina contro Beth Phoenix e Jillian Hall; al termine dell'incontro, Kane costringe la ragazza alla fuga. Nella puntata di Raw del 29 dicembre, Kelly prende parte ad una 6-Women Battle Royal valida per determinare la prima sfidante al Women's Championship di Beth Phoenix, ma venne eliminata per seconda da Jillian Hall; dopo il match, appare in un siparietto nel backstage insieme a Randy Orton, che si rivela l'uomo con il quale la ragazza ha una storia; tuttavia Orton confessa poi di averla soltanto usata e di non volere più averci a che fare (kayfabe). Nella puntata di Raw del 5 gennaio 2009, Kelly ha sconfitto Jillian Hall. Nella puntata di Raw del 12 gennaio, Kelly e Melina affrontano Beth Phoenix e Jillian Hall in un match, ma vengono attaccate dalle rivali durante l'ingresso insieme a Rosa Mendes. Nella puntata di Raw del 19 gennaio, Kelly è stata sconnfitta da Beth Phoenix. Nella puntata di Raw del 26 gennaio, Kelly e Melina sono state sconfitte da Beth Phoenix e Jillian Hall. Nella puntata di Raw del 9 febbraio, Kelly e Melina sono state nuovamente sconfitte da Beth Phoenix e Jillian Hall. Nella puntata di Raw del 2 marzo, Kelly e Mickie James hanno sconfitto Beth Phoenix e Jillian Hall. Nella puntata di Raw del 16 marzo Kelly, Melina e Mickie James hanno sconfitto Beth Phoenix, Jillian Hall e Layla. Nella puntata di Raw del 30 marzo Kelly, Alicia Fox, Brie Bella, Eve Torres, Gail Kim, Maria, Melina, Mickie James e Tiffany sono state sconfitte da Beth Phoenix, Jillian Hall, Katie Lea, Layla, Maryse, Michelle McCool, Natalya, Nikki Bella e Rosa Mendes. Il 5 aprile, a WrestleMania XXV, Kelly prende parte ad una 25-Divas Miss WrestleMania Battle royal match, dove viene eliminata e vinta da Santina Marella.

### Opportunità titolate (2009–2010)

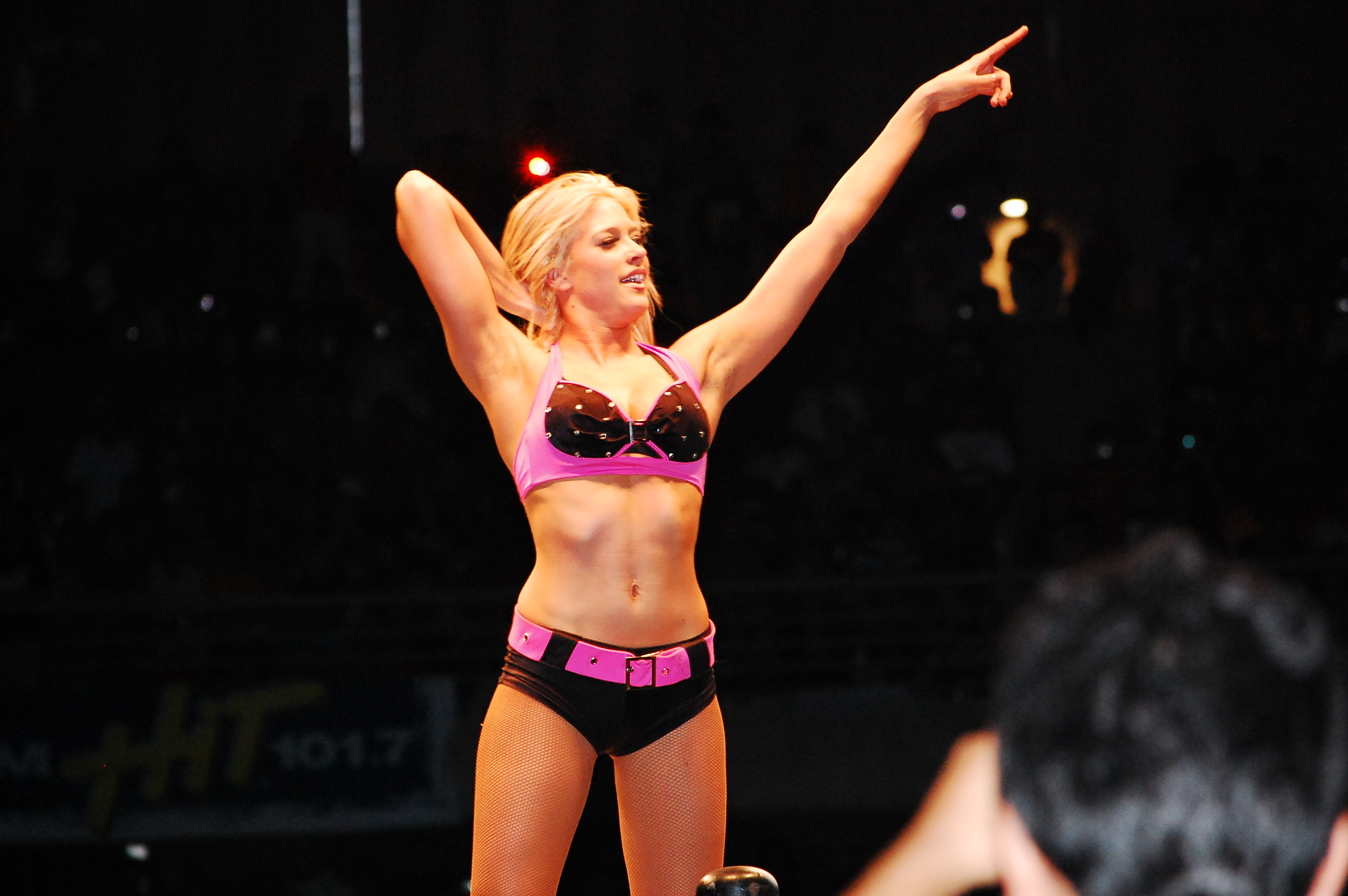
Kelly Kelly nel febbraio del 2009

Nella puntata di Raw del 6 aprile Kelly, Jillian Hall, Layla, Melina e Mickie James hanno sconfitto Eve Torres, Gail Kim, Maria, Maryse e Natalya. Nella puntata di Raw del 13 aprile Kelly, Melina e Mickie James sono state sconfitte da Maryse, Michelle McCool e Natalya. Nella puntata di Raw del 27 aprile Kelly, Brie Bella, Mickie James e Santina Marella hanno sconfitto Beth Phoenix, Jillian Hall, Layla e Rosa Mendes. Nella puntata di Superstars del 7 maggio, Kelly e Santina Marella hanno sconfitto Beth Phoenix e Rosa Mendes. Nella puntata di Raw dell'11 maggio, Kelly e Mickie James hanno sconfitto Maryse e Jillian Hall. Nella puntata di Raw del 18 maggio, Kelly vince una 7-Women Battle Royal diventando la prima sfidante al Divas Championship detenuto da Maryse. Nella puntata di Raw del 25 maggio, Kelly affronta la campionessa Maryse per il Divas Championship, vincendo per squalifica (con la vittoria per squalifica il titolo rimane alla campionessa). Nella puntata di Raw del 1º giugno, Kelly e Mickie James sono state sconfitte da Beth Phoenix e Maryse. Nella puntata di Raw dell'8 giugno, Kelly affronta la campionessa Maryse per il Divas Championship, ma è stata sconfitta in maniera sporca. Nella puntata di Raw del 29 giugno, Kelly prende parte ad un Fatal 4-way match insieme a Beth Phoenix, Mickie James e Rosa Mendes per decretare la prima sfidante al Divas Championship detenuto da Maryse, ma è stato vinto dalla James. Nella puntata di Raw del 13 luglio Kelly, Gail Kim e Mickie James sono state sconfitte da Alicia Fox, Maryse e Rosa Mendes. Nella puntata di Raw del 20 luglio, Kelly e Gail Kim sono state sconfitte da Alicia Fox e Rosa Mendes. Nella puntata di Raw del 27 luglio Kelly, Gail Kim e Mickie James hanno sconfitto Alicia Fox, Beth Phoenix e Rosa Mendes. Nella puntata di Raw del 10 agosto, Kelly prende parte ad un Fatal 4-way match insieme ad Alicia Fox, Beth Phoenix e Gail Kim per decretare la prima sfidante al Divas Championship detenuto da Mickie James, ma è stato vinto dalla Kim. Nella puntata di Superstars del 20 agosto, Kelly è stata sconfitta da Beth Phoenix. Nella puntata di Raw del 24 agosto Kelly, Gail Kim e Mickie James sono state sconfitte da Alicia Fox, Beth Phoenix e Rosa Mendes. Nella puntata di Raw del 29 giugno, Kelly prende parte ad una 6-Women Battle Royal per decretare la prima sfidante al Divas Championship detenuto da Mickie James e sfidarla la sera stessa, ma è stato vinto da Beth Phoenix. Nella puntata di Raw del 5 ottobre Kelly, Eve Torres, Maria, Melina, Mickie James e le Bella Twins (Brie Bella e Nikki Bella) hanno sconfitte Beth Phoenix, Alicia Fox, Jillian Hall, Layla, Michelle McCool, Natalya e Rosa Mendes. Nella puntata di Raw del 12 ottobre Kelly, Gail Kim e Maria Menounos hanno sconfitto Alicia Fox, Beth Phoenix e Rosa Mendes. Nella puntata di Superstars del 22 ottobre, Kelly ha sconfitto Gail Kim. Il 25 ottobre, a Bragging Rights, Kelly ha perso un 6-Women Tag Team match con Gail Kim e Melina contro Beth Phoenix, Michelle McCool e Natalya. Nella puntata di Superstars del 29 ottobre, Kelly è stata sconfitta da Alicia Fox. Nella puntata di Raw del 2 novembre, Kelly prende parte ad una 6-Women Battle Royal per decretare la prima sfidante al Divas Championship detenuto da Mickie James, ma è stato vinto da Alicia Fox. Nella puntata di Raw del 9 novembre, Kelly è stata sconfitta nuovamente da Alicia Fox. Il 22 novembre, alle Survivor Series, Kelly prende parte ad un 5-on-5 Traditional Survivor Series Elimination match nel Team James (Kelly, Eve Torres, Gail Kim, Melina e Mickie James) contro il Team McCool (Michelle McCool, Alicia Fox, Beth Phoenix, Jillian Hall e Layla), dove ha eliminato Layla, ma è stata poi eliminata dalla Phoenix; alla fine, vince il Team James. Nella puntata di Raw del 23 novembre Kelly, Melina e Mickie James hanno sconfitto Jillian Hall, Layla e Michelle McCool. Nella puntata di Raw del 14 dicembre Kelly, Gail Kim, Maria, Melina, Mickie James e le Bella Twins hanno sconfitto Alicia Fox, Beth Phoenix, Layla, Maryse, Michelle McCool, Natalya e Rosa Mendes. Nella puntata di Raw del 21 dicembre Kelly, Gail Kim e Melina hanno sconfitto Alicia Fox, Jillian Hall e Maryse. Nella puntata di Raw del 28 dicembre, Kelly è stata sconfitta da Maryse. Nella puntata di Raw dell'11 gennaio 2010, Kelly prende parte ad un torneo per decretare la nuova Divas Champion, dopo che Melina ha dovuto renderlo vacante per infortunio, ma è stata sconfitta al primo turno da Alicia Fox. Nella puntata di Superstars del 21 gennaio, Kelly ha sconfitto Jillian Hall. Nella puntata di Superstars del 4 febbraio, Kelly e Eve Torres hanno sconfitto Alicia Fox e Katie Lea. Nella puntata di Raw del 1º marzo, Kelly prende parte ad un 6-Way Pillow Fight match che comprende Alicia Fox, Eve Torres, Gail Kim, Jillian Hall e Maryse, ma è stato vinto dalla Torres. Nella puntata di Raw dell'8 marzo Kelly, Eve Torres e Gail Kim hanno sconfitto Alicia Fox, Katie Lea e Maryse. Nella puntata di Raw del 15 marzo, Kelly è stata sconfitta da Maryse in un match non titolato. Il 28 marzo, a WrestleMania XXVI Kelly, Beth Phoenix, Eve Torres, Gail Kim e Mickie James sono state sconfitte da Alicia Fox, Layla, Maryse, Michelle McCool e Vickie Guerrero. Nella puntata di Raw del 29 marzo Kelly, Beth Phoenix, Eve Torres, Gail Kim e Mickie James hanno sconfitto Alicia Fox, Layla, Maryse, Michelle McCool e Vickie Guerrero, nel rematch della sera precedente. Nella puntata di Raw del 5 aprile, Kelly prende parte ad una 6-Women Battle Royal per decretare la prima sfidante al Divas Championship detenuto da Maryse, ma è stato vinto da Eve Torres. Nella puntata di Raw del 12 aprile, Kelly prende parte ad un Triple threat tag team match insieme a Gail Kim contro Jillian Hall & Maryse e le Bella Twins, vinto da queste ultime.

### Faida con le LayCool (2010–2011)
Nel corso della draft-lottery, svoltasi il 26 aprile 2010, Kelly Kelly venne trasferita nel roster di SmackDown!. Debutta nella puntata di SmackDown del 30 aprile, in un Divas Tag Team match contro Michelle McCool e Layla e a vincere sono lei e la nuova Women's Champion Beth Phoenix. Nella puntata di SmackDown del 7 maggio, Kelly e Tiffany sono state sconfitte dalle LayCool (Layla e Michelle McCool). Nella puntata di SmackDown del 21 maggio, Kelly e Tiffany sono state nuovamente sconfitte dalle LayCool. Nella puntata di SmackDown del 4 giugno, Kelly ha sconfitto Rosa Mendes. Nella puntata di Raw del 7 giugno, Kelly ha preso parte ad una Battle Royal, ma è stata eliminata dalle LayCool. Nella puntata di SmackDown del 18 giugno, Kelly ha sconfitto Layla in un match non titolato. Nella puntata di SmackDown del 25 giugno, Kelly ha sconfitto Rosa Mendes. Nella puntata di SmackDown del 2 luglio, Kelly ha sconfitto Michelle McCool in un match non titolato. Nella puntata di Superstars dell'8 luglio, Kelly e Tiffany sono state sconfitte dalle LayCool. Nella puntata di SmackDown del 16 luglio, Kelly e Chris Masters hanno sconfitto Layla e Trent Barreta in un Mixed Tag Team Match. Il 18 luglio, a Money in the Bank, Kelly ha affrontato Layla per il Women's Championship, ma è stata sconfitta a causa di un'interferenza di Michelle McCool. Nelle settimane a seguire, Kelly Kelly non ha preso parte a molti match, a causa del licenziamento della sua alleata Tiffany; nonostante ciò, è stata spesso protagonista in alcune scene nel backstage. Nella puntata di Superstars del 12 agosto, Kelly è stata sconfitta da Michelle McCool in un match non titolato. Nella puntata di SmackDown del 20 agosto, Kelly e The Big Show sono stati sconfitti da Serena e Luke Gallows in un Mixed Tag Team Match, dopo che Serena inverte la K2 di Kelly con una Gutbuster. Nella puntata di SmackDown del 27 agosto, Kelly accompagna The Big Show nel suo match contro Luke Gallows, accompagnato da Serena; durante il match, Serena distrae Big Show, ma subito dopo Kelly la attacca con una Lou Thez Press. Il 31 agosto, Kelly Kelly viene annunciata nella terza stagione di NXT come PRO della rookie Naomi. Nella puntata di NXT del 7 settembre, Kelly e Naomi hanno sconfitto la PRO Alicia Fox e la sua rookie Maxine. Nella puntata di SmackDown del 3 settembre, Kelly è stata nuovamente sconfitta da Michelle McCool in un match non titolato. Nella puntata di SmackDown del 17 settembre, Kelly e Rosa Mendes sono state sconfitte dalle LayCool. Nella puntata di NXT del 21 settembre Kelly, Naomi e la rookie Jamie hanno sconfitto le LayCool e la rookie Kaitlyn, la quale viene attaccata a fine match da Layla e Michelle incolpandola di averle fatte perdere. Nella puntata di SmackDown del 1º ottobre Kelly, Natalya e le Bella Twins (Brie Bella e Nikki Bella) hanno sconfitto Alicia Fox, Maryse e le LayCool. Nella puntata di SmackDown dell'8 ottobre, Kelly è stata sconfitta da Layla in un match non titolato. Nella puntata di Superstars del 14 ottobre, Kelly ha sconfitto Layla in un match non titolato. Nella puntata di NXT del 19 ottobre, Kelly e Naomi sono state sconfitte dalle Bella Twins. Nella puntata di SmackDown del 22 ottobre, Kelly e Natalya hanno sconfitto le LayCool. Nella puntata di SmackDown del 29 ottobre Kelly, Melina e le Bella Twins hanno sconfitto Alicia Fox, Rosa Mendes e le LayCool. Nella puntata di NXT del 2 novembre, Kelly ha sconfitto Alicia Fox. Nella puntata di SmackDown del 19 novembre, Kelly e Natalya sono state sconfitte dalle LayCool. Nella puntata di SmackDown del 26 novembre, Kelly ha sconfitto Michelle McCool; subito dopo il match, viene attaccata dalle Laycool, grazie viene salvata dall'intervento di Beth Phoenix. Nella puntata di Raw del 13 dicembre, Kelly prende parte ad una Battle Royal la cui vincitrice avrebbe vinto lo Slamy Award di Diva of the Year, dove è stata eliminata da Michelle McCool, che ha poi vinto. Il 22 dicembre, a Tribute To The Troops Kelly, Natalya e le Bella Twins hanno sconfitto Alicia Fox, Melina e le LayCool. Nella puntata di Superstars del 23 dicembre, Kelly e Beth Phoenix hanno sconfitto le LayCool. Nella puntata di SmackDown del 7 gennaio 2011, Kelly è stata sconfitta da Michelle McCool. Successivamente, inizia ad avere un flirt con Drew McIntyre. Nella puntata di SmackDown del 28 gennaio, Kelly e Kaitlyn sono state sconfitte dalle LayCool. Il 30 gennaio, alla Royal Rumble, Kelly interviene a favore di Edge, durante il suo match valevole per il World Heavyweight Championship contro Dolph Ziggler, attaccando Vickie Guerrero che distraeva Edge dall'apron ring, iniziando un catfight fuori dal ring dove ha la meglio. Nella puntata di SmackDown del 4 febbraio, Kelly Kelly in coppia con Edge sconfigge Dolph Ziggler e le LayCool in un 3-on-2 Handicap match per il World Heavyweight Championship, diventando la prima donna nella WWE a difendere il titolo dei pesi massimi; dopo il match, Vickie Guerrero, infuriata per la sconfitta di Ziggler, licenzia Kelly (kayfabe). Kelly Kelly ritorna il 20 febbraio ad Elimination Chamber, attaccando Vickie Guerrero, ma mentre la sta picchiando intervengono le LayCool, però a salvarla arriva Trish Stratus che interviene e applica una Double-Stratusfaction sulle rivali; alla fine, Kelly e la sette volte campionessa Trish si abbracciano, con grande applauso da parte del pubblico per la grande Diva del passato Trish Stratus e la grande Diva del futuro Kelly Kelly. Nella puntata di SmackDown del 25 febbraio, Kelly Kelly in coppia con Edge sconfigge Drew McIntyre e Vickie Guerrero in un Mixed Tag Team Match; la stipulazione prevedeva che se Drew e Vickie avessero perso, quest'ultima sarebbe stata licenziata. Nella puntata di SmackDown del 18 marzo, Kelly è stata sconfitta da Layla. Nella puntata di SmackDown del 25 marzo, Kelly e Rosa Mendes sono state sconfitte dalle LayCool. Nella puntata di SmackDown dell'8 aprile, Kelly e Beth Phoenix hanno sconfitto le LayCool. Nella puntata di SmackDown del 15 aprile, Kelly ha sconfitto Layla, causata da una distrazione della sua compagna Michelle Mccool, facendo sì che le due discutessero a causa delle continue sconfitte ad opera di Kelly Kelly.

### Campionessa delle Divas (2011–2012)

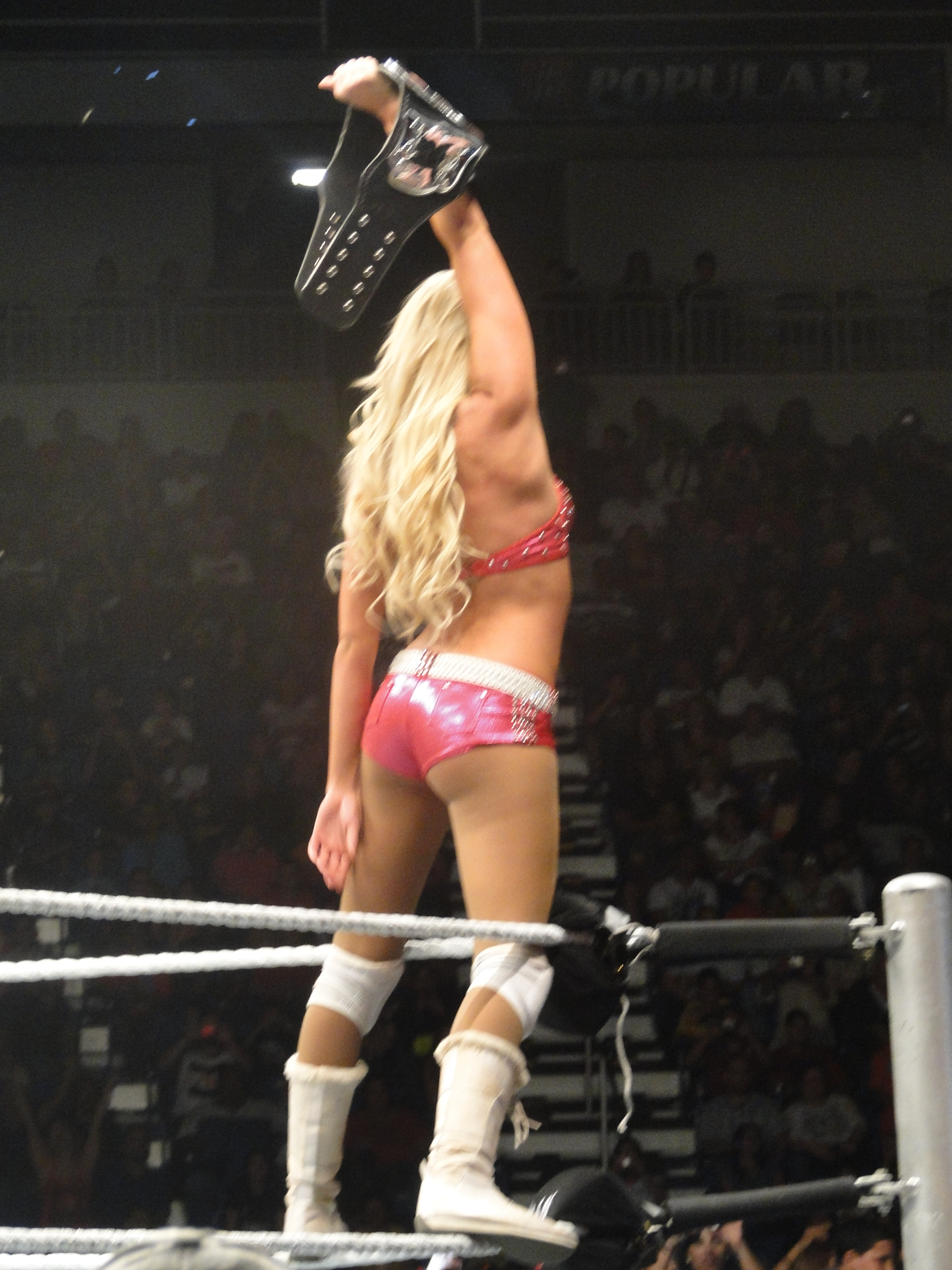
Kelly Kelly come WWE Divas Champion nel settembre del 2011

Nel corso della draft-lottery, svoltasi il 25 aprile 2011, Kelly Kelly venne trasferita nel roster di Raw. Nella puntata di Raw del 2 maggio, mentre sta combattendo contro Maryse, la debuttante Kharma fa il suo ingresso sul ring e attacca la franco-canadese, facendola vincere per squalifica. Nella puntata di Raw del 9 maggio, Kelly vince un Tag Team match insieme a Eve Torres contro le Bella Twins (Brie Bella e Nikki Bella); al termine dell'incontro arriva nuovamente Kharma, che attacca la Torres e risparmia Kelly Kelly. Nella puntata di Raw del 16 maggio, Kelly vince un match contro Brie Bella; al termine, arriva nuovamente Kharma che stavolta attacca Nikki Bella. Il 22 maggio, a Over the Limit, Kelly Kelly ha affrontato la campionessa Brie Bella per il Divas Championship, ma è stata sconfitta a causa di una distrazione di Nikki Bella. Nella puntata di Raw del 23 maggio Kelly, Beth Phoenix, Eve Torres e Gail Kim affrontano Maryse, Melina e le Bella Twins, ma il match termina in no contest in seguito all'intervento di Kharma, che sale sul ring e piange al centro di esso. Nella puntata di Raw del 30 maggio, Kelly e Eve Torres hanno sconfitto le Bella Twins. Nella puntata di Raw del 6 giugno, Kelly e Beth Phoenix hanno sconfitto le Bella Twins. Nella puntata di Raw del 13 giugno Kelly, Beth Phoenix, AJ, Eve Torres, Gail Kim, Kaitlyn e Natalya hanno sconfitto Alicia Fox, Maryse, Melina, Rosa Mendes, Tamina e le Bella Twins.
Nella puntata di Raw del 20 giugno, Kelly Kelly viene inserita in una lista delle possibili sfidanti di Brie Bella per il Divas Championship insieme a Eve Torres e Beth Phoenix, dove il sondaggio premia Kelly, che diventa la n°1 contender; quella stessa sera, Kelly riesce a battere Brie Bella e conquista il Divas Championship per la prima volta in carriera. Nella puntata di Raw del 27 giugno, Kelly ha difeso con successo il titolo contro Nikki Bella in un Submission match grazie alla Boston Crab. Nella puntata di Raw del 4 luglio, Kelly e Eve Torres hanno sconfitto le Bella Twins (Brie Bella e Nikki Bella). Nella puntata di Raw dell'11 luglio, Kelly ha sconfitto Melina in un match non titolato. Nella puntata di SmackDown del 15 luglio, Kelly ha sconfitto Rosa Mendes in un match non titolato. Il 17 luglio, a Money in the Bank, Kelly ha difeso con successo il titolo dall'assalto di Brie Bella. Nella puntata di Raw del 19 luglio Kelly, Beth Phoenix, AJ, Eve Torres, Gail Kim, Kaitlyn e Natalya hanno sconfitto Alicia Fox, Maryse, Melina, Rosa Mendes, Tamina e le Bella Twins. Nella puntata di Raw del 25 luglio, Kelly e Eve Torres hanno sconfitto Maryse e Melina. Nella puntata di Raw del 1º agosto, Kelly è al tavolo di commento durante una Battle Royal per decretare la sua sfidante a SummerSlam, dove a vincere è Beth Phoenix, la quale subito dopo attacca la campionessa dopo che era salita sul ring per congratularsi con lei; dopo averla attaccata, Beth dice a Kelly che il suo regno da ochetta bionda finirà. Il 14 agosto, a SummerSlam, Kelly ha difeso con successo il titolo contro Beth Phoenix, invertendo la Glam Slam. Nella puntata di Raw del 15 agosto, Kelly e Eve Torres hanno sconfitto le Bella Twins; dopodiché, arrivano Beth Phoenix e Natalya che osservano le due rivali, lasciando intuire che il feud non è concluso. Nella puntata di SmackDown del 19 agosto, Kelly e AJ hanno sconfitto Alicia Fox e Natalya. Nella puntata di SmackDown del 26 agosto, Kelly ha sconfitto Tamina in un match non titolato. Nella puntata di Raw Super Show del 29 agosto, Kelly è stata sconfitta da Brie Bella in un match non titolato. Nella puntata di SmackDown del 30 agosto, Kelly e Alicia Fox sono state sconfitte dalle Divas of Doom (Beth Phoenix e Natalya). Nella puntata di SmackDown del 9 settembre, Kelly ha sconfitto Natalya in un match non titolato. Nella puntata di Raw del 12 settembre, Kelly ha sconfitto Vickie Guerrero in un match non titolato. Il 18 settembre, a Night of Champions, Kelly ha difeso nuovamente il titolo all'assalto di Beth Phoenix, nella sua città natale. Nella puntata di Raw del 19 settembre, Kelly e Eve Torres hanno sconfitto le Divas of Doom. Nella puntata di Raw del 26 settembre, Kelly e Eve Torres sono state sconfitte dalle Divas of Doom. Nella puntata di SmackDown del 30 settembre, Kelly ha sconfitto Natalya in un match non titolato. Il 2 ottobre, a Hell in a Cell, Kelly ha perso il Divas Championship contro Beth Phoenix, a causa all'intervento di Natalya, dopo 104 giorni di regno.
Nella puntata di Raw del 3 ottobre, durante un Divas Tag Team Match in coppia con Eve Torres contro le Divas of Doom (Beth Phoenix e Natalya), Kelly attacca severamente la Phoenix, che l'aveva buttata fuori dal ring, venendo squalificata, urlando di averle rubato il titolo dopo che Natalya le ha dato un colpo col microfono per metterla KO e permettere a Beth di eseguire la sua Glam Slam e vincere il titolo. Nella puntata di Raw del 10 ottobre, Kelly e Eve Torres hanno sconfitto Rosa Mendes e Tamina. Nella puntata di SmackDown del 14 ottobre, Kelly è stata sconfitta da Beth Phoenix in un match non titolato. Nella puntata di Superstars del 27 ottobre, Kelly e Eve Torres hanno sconfitto le Bella Twins (Brie Bella e Nikki Bella). Nella puntata di Raw del 31 ottobre, Kelly prende parte ad una Battle Royal per decretare la nuova sfidante al Divas Championship detenuto da Beth Phoenix, ma viene eliminata da Natalya; a fine match, Natalya e Beth cercano di attaccare la Torres, che aveva vinto la contesa, ma viene salvata da Kelly e Alicia Fox. Nella puntata di Raw del 14 novembre, Kelly ha sconfitto Natalya. Nella puntata di Raw del 28 novembre, Kelly e Alicia Fox hanno sconfitto le Bella Twins. Nella puntata di Raw del 5 dicembre, Kelly e Eve Torres hanno sconfitto le Divas of Doom. Nella puntata di Raw del 12 dicembre dedicata agli Slammy Award, Kelly riceve il premio di Diva of the Year; a premiarla è stata la storica Diva della WWE Lita. Il 13 dicembre, a Tribute To The Troops Kelly, Alicia Fox, Eve Torres e Maria Menounos hanno sconfitto le Divas of Doom e le Bella Twins. Il 18 dicembre, a TLC: Tables, Ladders & Chairs, Kelly ha un'altra opportunità per il Divas Championship detenuto da Beth Phoenix, ma è stata sconfitta. Nella puntata di Raw del 2 gennaio 2012, Kelly e Eve Torres sono state sconfitte dalle Bella Twins. Nella puntata di Superstars del 12 gennaio, Kelly è stata sconfitta da Brie Bella. Nella puntata di Raw del 16 gennaio, Kelly e Alicia Fox hanno sconfitto le Bella Twins. Il 29 gennaio, alla Royal Rumble Kelly, Alicia Fox, Eve Torres e Tamina sono state sconfitte dalle Divas of Doom e le Bella Twins. Nella puntata di Superstars del 2 febbraio, Kelly e Alicia Fox hanno sconfitto le Bella Twins. Nella puntata di Raw del 6 febbraio Kelly, Alicia Fox, Eve Torres e Tamina hanno sconfitto le Divas of Doom e le Bella Twins. Nella puntata di Raw del 20 febbraio, Kelly e Aksana sono state sconfitte dalle Bella Twins. Nella puntata di Raw del 27 febbraio, Kelly ha sconfitto Nikki Bella; più tardi, ha un diverbio con la sua ex migliore amica Eve Torres nel backstage. Qualche giorno dopo, è ospite insieme alle Bella Twins allo show condotto da Maria Menounos; le due vengono interrotte da Beth Phoenix e Eve Torres, che poi vengono scortate fuori dalla sicurezza dopo aver toccato e minacciato la conduttrice; successivamente, la Phoenix sfida Maria Menounos e Kelly Kelly ad un match per WrestleMania XXVIII e le due accettano. Nella puntata di Superstars del 15 marzo, Kelly è stata sconfitta da Beth Phoenix. Nella puntata di Raw del 26 marzo, Kelly vince contro la sua ex migliore amica Eve Torres, che è stata accompagnata da Beth Phoenix. Il 1º aprile, a WrestleMania XXVIII, Kelly e Maria Menounos hanno sconfitto Beth Phoenix ed Eve Torres. Nella puntata di Superstars del 12 aprile, Kelly ha sconfitto Brie Bella. Nella puntata di Superstars del 19 aprile, Kelly è stata sconfitta da Eve Torres, ma per scorrettezza poiché la Torres ha fatto leva sulle corde per concludere il match. Nella puntata di Superstars del 26 aprile, Kelly ha sconfitto Maxine. Nella puntata di Raw del 7 maggio, Kelly e Layla hanno sconfitto Maxine e Natalya. Nella puntata di Raw del 21 maggio, Kelly è stata sconfitta da Beth Phoenix. Kelly Kelly fa il suo ritorno nella puntata di Raw del 6 agosto, dove ha sconfitto la sua ex amica Eve Torres, nel suo ultimo match in WWE.

### Inattività e abbandono (2012–2013)
Nel settembre del 2012 Kelly Kelly si è presa una pausa dagli show posando sempre per servizi fotografici. Nel febbraio del 2013 ha dichiarato di aver lasciato la compagnia anche in seguito a diversi infortuni al collo, oltre al voler dedicarsi esclusivamente alla carriera da modella.

### Apparizioni sporadiche (2018–presente)
Il 22 gennaio 2018 Kelly Kelly è tornata in WWE per una breve apparizione in occasione del 25º anniversario di Raw. Il 28 gennaio, alla Royal Rumble, Kelly ha partecipato al primo omonimo match femminile della storia, entrando con il numero 19 e venendo eliminata da Nia Jax dopo circa cinque minuti di permanenza sul ring. Il 28 ottobre, Kelly ha preso parte anche al primo pay-per-view femminile della storia, Evolution, in cui ha combattuto in una 20-woman Battle Royal venendo eliminata da Mandy Rose e Sonya Deville.
Nella puntata di Raw del 22 luglio 2019, Kelly ha fatto ritorno in WWE per una sola notte in occasione della Raw Reunion; durante l'episodio ha vinto il 24/7 Championship, schienando Gerald Brisco nel backstage, diventando la prima donna a conquistare il titolo, ma lo ha perso dopo pochi minuti per mano di Candice Michelle (l'arbitro speciale era Melina Pérez).
Il 26 gennaio 2020, alla Royal Rumble, Kelly ha partecipato alla terza edizione del Women's Royal Rumble match per la seconda volta, entrando col numero 21 e venendo eliminata da Charlotte Flair. Nella puntata di Raw del 27 febbraio, Kelly appare in un segmento nel backstage insieme ai Street Profits.
Il 7 gennaio 2022  fu annunciato tramite il sito ufficiale della WWE la sua partecipazione di all'omonimo match. Il 30 gennaio dello stesso anno Kelly Kelly torna sul ring solo per una notte in occasione della Royal Rumble venendo eliminata da Sasha Banks.

## Personaggio

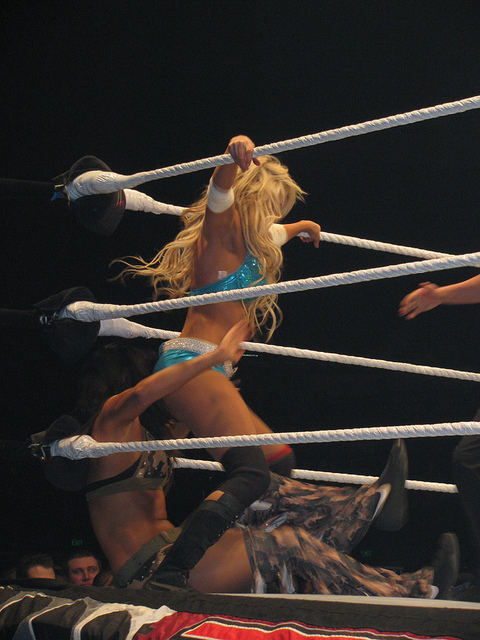
Kelly Kelly mentre esegue una Stink face all'angolo su Brie Bella

### Mosse finali
- Corner elbow smash
- Leg drop bulldog

### Wrestler assistiti
- CM Punk
- Mike Knox

### Soprannomi
- K2
- KK

### Musiche d'ingresso
- Holla di Jim Johnston (2006–2007)
- Holla (Remix) di Jim Johnston (2007–2013)

## Titoli e riconoscimenti
- Baltimore Sun
  - Most Improved Wrestler of the Year (2008)
- Pro Wrestling Illustrated
  - 15ª tra le 50 migliori wrestler femminili nella PWI Female 50 (2011)
- World Wrestling Entertainment
  - WWE Divas Championship (1)
  - WWE 24/7 Championship (1)
  - Slammy Award (1)
    - Divalicious Moment of the Year (2011)

## Filmografia

### Televisione
- Soccer AM – serie TV, due episodi (2009)
- Headshots & Handcuffs – serie TV, un episodio (2014)
- WAGS – reality, ventotto episodi (2015-2017)
- Days of Our Lives – serie TV, un episodio (2017)
- Housewives of Beverly Hills – serie TV, un episodio (2019)

### Cinema
- Disturbing the Peace, regia di York Shackleton (2020)
- Illusion, regia di Elan Dassani (2021)